# Johann von Revellis
Johann von Revellis (* in Burgund; † 27. Dezember 1529 in Wien) war Kanonikus in Granada, Domdechant in St. Stephan zu Wien sowie Bischof von Wien. Er war der Beichtvater und Elemosynar (Almosenier, Almosenverteiler) von Erzherzog Ferdinand I., dem Bruder von Kaiser Karl V.

## Leben und Wirken
Nach der Abreise des Wiener Bischofs Pietro Bonomo ernannte Erzherzog Ferdinand am 4. Oktober 1523 seinen Beichtvater Johann von Revellis zum neuen Wiener Bischof. Am 6. April 1524 wurde er als Bischof von Wien von Papst Clemens VIII. bestätigt und am 7. August 1527 konsekriert.
Er übernahm das Bistum in einer finanziell sorgenerregenden Situation. Durch Georg von Slatkonia, einen seiner Vorgänger, waren für Bau- und Renovierungsarbeiten an der Bischofswohnung erhebliche Schulden gemacht worden, weil er jene an den Stephansfreythof verlegt hatte. Die Administratoren vor ihm hatten alle „außer dem Stubentor“ gewohnt. Die Not war so groß, dass der neue Bischof sogar Wertsachen aus seinem Privatbesitz veräußern musste. Die Wiener Kirchen steuerten Edelmetalle, Kelche und Monstranzen bei.
Er wurde zum Vorsitzenden des von Ferdinand I. eingesetzten „Glaubensgerichtes von Zwölfen“ zur Bekämpfung von Welt- und Ordenspriester, die sich der Reformation anschlossen, ernannt. Auch gegen die Sekte der Wiedertäufer ging man vor. Mitglieder dieses Rates waren der Kaiserliche Rat und spätere Wiener Bischof Johann Fabri, der Dekan und die Professoren der Theologischen Fakultät Wiens und Mitglieder der Stadtverwaltung. Während der Burgprediger Johann Eggenberger floh, wurden der reiche Wiener Bürger Caspar Tauber, Hans Voystler, Mitglied des Inneren Rates, Jakob Peregrin, Hilfspriester im Hofspital und Johann Väsel, Priester in Wiener Neustadt, 1523 als erste wegen Abfall vom Glauben vor dieses Gericht gestellt. Alle widerriefen und erhielten Kirchenbußen. Als Caspar Tauber 1524 erneut „vom Glauben abfiel“, wurde er im September dieses Jahres auf der Gänseweide hingerichtet. Balthasar Hubmayr ein Wiedertäufer, ehemals Priester in Waldshut in der Schweiz, wurde am 10. März 1528 beim Stubentor auf dem Scheiterhaufen verbrannt.
Das Domkapitel war für Seelsorge nicht zu gebrauchen und ging mit schlechtestem Beispiel voran. Bischof Johann fühlte sich öfter bemüßigt, Kleriker „und andere schlechte Menschen“ in den Kerker des Bischofhofes zu sperren. Dennoch dürfte der Protestantismus in den Jahren vor der Türkenbelagerung 1529 in Österreich noch nicht sehr weit vorgedrungen sein. Revellis schreibt, die Wiener seien „gut christlich, überaus eifrig und gottesfürchtig“ und die Kirchen täglich gefüllt. „Ich glaube, es ist auch wahr, daß kein zweites Volk so gut christlich ist wie das von Wien“, schließt er seinen Bericht.
Nach der Niederlage des letzten Jagellonenkönigs Ludwig II. bei Mohacs 1526 zog der osmanische Feind gegen Wien. Zur Finanzierung des Kampfes wurden kirchliche Güter und Kirchenschätze aus Edelmetall zur Einmünzung eingezogen. Es ist einer der Hauptgründe dafür, dass in Wien und Umgebung so wenig gotische Kunstwerke dieser Art erhalten sind. Soldaten wurden in Klöstern untergebracht und richteten dort großen Schaden an. Der greise Bischof war nicht wie die meisten anderen hochgestellten Persönlichkeiten geflohen, sondern harrte innerhalb der Stadtmauern Wiens aus gemeinsam mit dem Bürgermeister Wolfgang Treu. Schon bald nach der Befreiung der Stadt starb er.